# Olszanka (powiat lubelski)
Olszanka – wieś w Polsce położona w województwie lubelskim, w powiecie lubelskim, w gminie Krzczonów. Leży nad rzeką Olszanką.
Wieś królewska w starostwie lubelskim województwa lubelskiego w 1786 roku. W roku 1827 we wsi było 39 domów i miała 304 mieszkańców.
W latach 1975–1998 miejscowość należała administracyjnie do województwa lubelskiego.
Wieś stanowi sołectwo gminy Krzczonów. Według Narodowego Spisu Powszechnego z roku 2011 wieś liczyła  mieszkańców.
Wierni Kościoła rzymskokatolickiego należą do parafii Wniebowzięcia Najświętszej Maryi Panny w Krzczonowie.